# Assalto de Norrmalmstorg

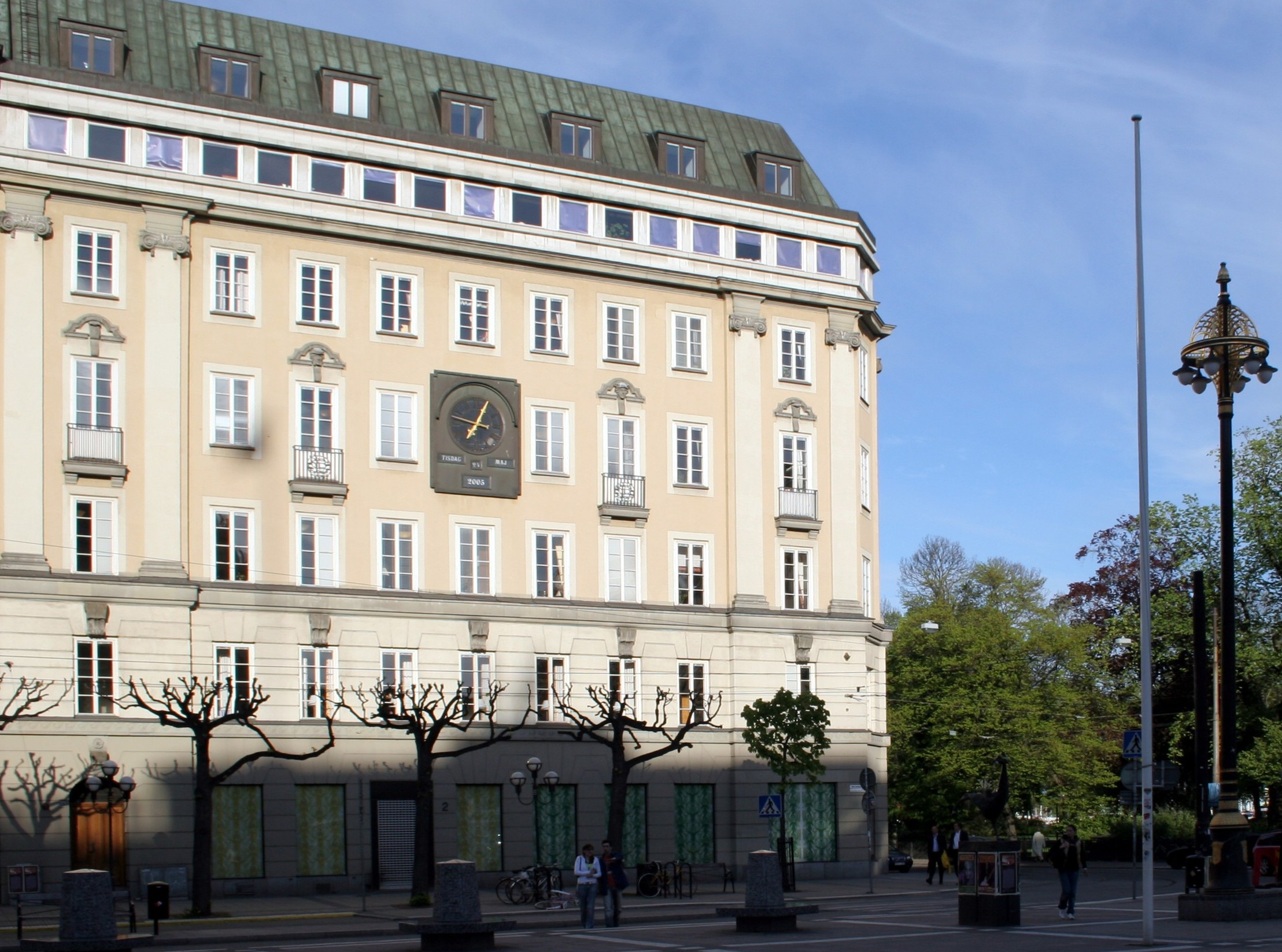
Vista frontal do antigo edifício Kreditbanken em Norrmalmstorg em 2005

O Assalto de Norrmalmstorg foi um assalto a banco e crise de reféns mais conhecido como a origem do termo síndrome de Estocolmo. Ocorreu na Praça Norrmalmstorg em Estocolmo, Suécia, em agosto de 1973 e foi o primeiro evento criminoso na Suécia a ser coberto pela televisão ao vivo. Jan-Erik Olsson era um criminoso condenado que desapareceu enquanto estava em licença da prisão e depois assaltou um banco e fez quatro reféns. Durante as negociações que se seguiram, o ministro sueco da Justiça, Lennart Geijer, permitiu que o ex-colega de cela e amigo de Olsson, Clark Olofsson, para ser trazido da prisão para o banco. Embora Olofsson fosse um criminoso de carreira de longa data, foi considerado improvável que ele estivesse ligado a Olsson. Notoriamente, os reféns então se uniram a seus captores e pareciam protegê-los. Deve-se notar, no entanto, que os reféns estavam, na verdade, simplesmente desconfiados da polícia e de sua disposição de arriscar a vida dos reféns. A polícia finalmente montou um ataque com gás lacrimogêneo cinco dias depois da crise, e os ladrões se renderam. Olsson foi condenado a 10 anos pelo roubo, e Olofsson foi finalmente absolvido. As ações aparentemente paradoxais dos reféns levaram a um grande interesse acadêmico e público no caso, incluindo um filme de televisão sueco de 2003 intitulado Norrmalmstorg, um filme canadense de 2018 intitulado Estocolmo e uma série de televisão sueca da Netflix de 2022 Clark.